# Sztorcklapa

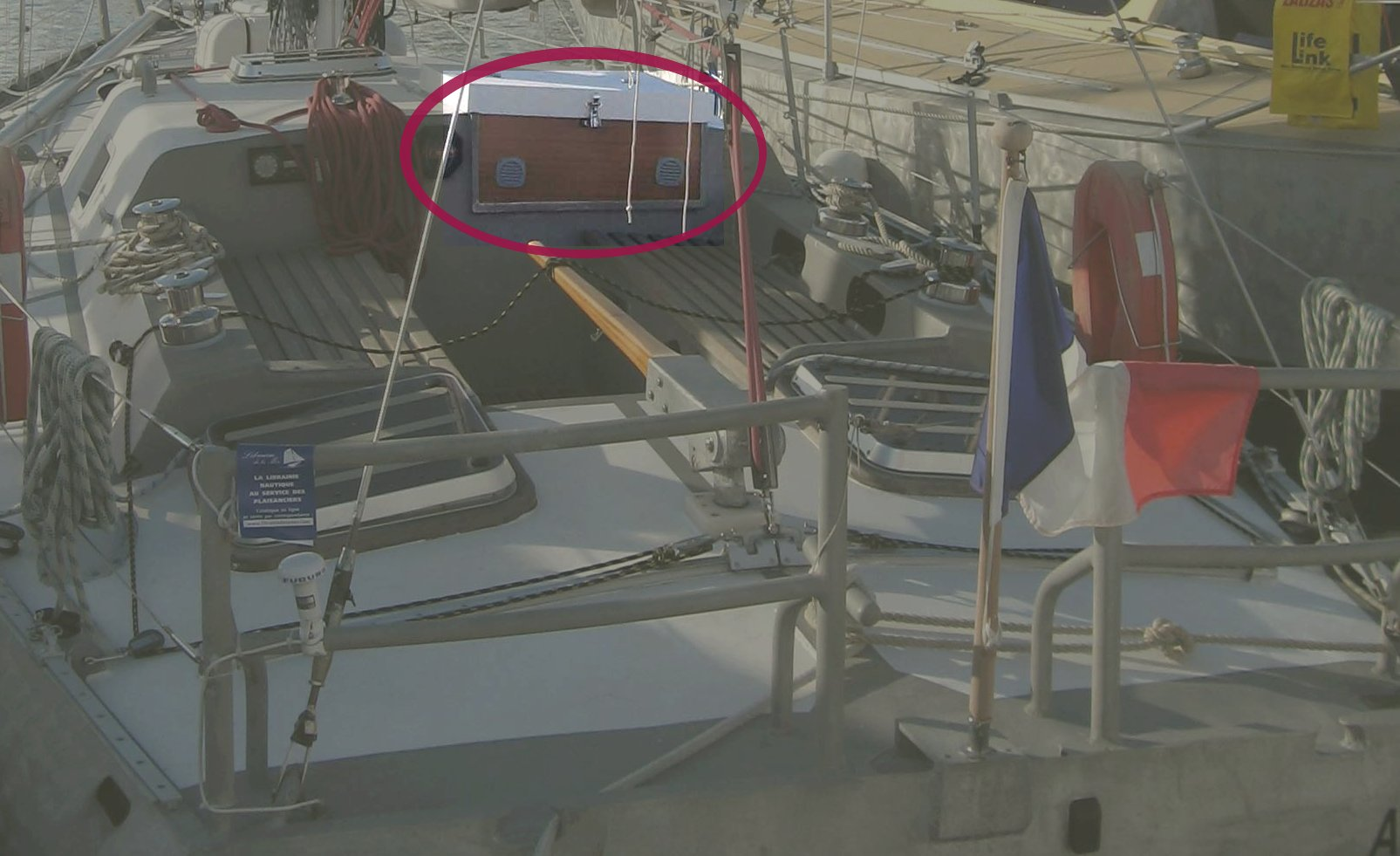
Sztorcklapa na Pen Duick V

Sztorcklapa - na jachcie lub innej małej jednostce pływającej jest to klapa zamykająca boczną powierzchnię otworu zejściówki, czyli głównego wejścia prowadzącego pod pokład, do wnętrza jednostki. Sztorcklapa jest wyjmowalną klapą umieszczoną pionowo lub prawie pionowo w prowadnicach na tylnej ścianie pokładówki lub niskiej nadbudówki, czyli w bocznej powierzchni zagłębienia w pokładzie zwanego kokpitem. Sztorcklapa jest najczęściej stosowana jednocześnie z suwklapą zamykającą otwór zejściówki od góry. Przy większych otworach sztorcklapa może być dzielona, czyli składać się z dwóch oddzielnych części. Jej dolna część może być wtedy stosowana bez górnej jako osłona wnętrza jednostki przy większych falach. Sztorcklapa jest najczęściej kształtu trapezu, rzadziej prostokąta.